# الجاسوس (فلم)
الجاسوس (بالإنجليزية: The Spy)، فيلم سينمائي درامي مصري، إنتاج 1964 إخراج: نيازي مصطفى، تأليف: فريد شوقي تمثيَل : فريد شوقي، عادل أدهم، آن سميرنر، محمود فرج، أحمد أباظة، عزت العلايلي. وهو أول إنتاج لـ(فريد شوقي) عن أفلام الجاسوسية.

## قصة الفيلم
الضابط البحري عصام (فريد شوقي) من المخابرات استطاع أن يكشف شبكة تجسس لحساب إسرائيل زعيمها ماركو (عادل أدهم)، الذي يعمل خبيرًا بحريًا سابقًا في إسرائيل ،ومن خلال إدارته لمصنع تحف وأدوات زخرفية بخان الخليلي ،لكي يتمكن من إخفاء حقيقته مع المغنية سارة (آن سميرنر) التي تعمل في الملاهي الليلية وتتصيد الشباب العاملين في القوات المسلحة لاستخدامهم في التجسس على الجيش العربي وأسلحته. تدور المعارك بين هذا الضابط وأفراد الشبكة.

## القصة الكاملة
الجاسوسة سارة (آن سميرنر) تذهب لمصر من أجل الانتقام لمقتل والديها وتكوين شبكة جاسوسية في مصر. بعد إحدى العمليات تتعرف سارة على الضابط البحري عصام (فريد شوقي) الذي يعمل لحساب المخابرات المصرية ويسعى بدوره للإيقاع بعصابة تجسس تعمل لحساب الموساد الإسرائيلي يتزعمها ماركو (عادل أدهم) الخبير البحري السابق والذي يعمل الآن متخفيًا في وظيفة تاجر آثار بحي خان الخليلي السياحي بالقاهرة. تعمل سارة لدى هذا الجاسوس وتقع في نفس الوقت في حب الضابط البحري الذي يحاول جاهدًا الحصول على جهاز حربي سري من براثن شبكة الجاسوسية التي يتتبعها، تحاول الشبكة تهريبه إلى إسرائيل. تتطور الأمور إلى حدوث مطاردة في منزل الجاسوس. تحاول سارة تجنيد المزيد من الشباب للعمل معها. يكتشف الجاسوس أن الضابط الذي يموت الآن هو الذي يقود عملية الهجوم. تموت سارة أثناء المطاردة بالرصاص وينجح الضابط البحري في الحصول على الجهاز السري ويتم القبض على عصابة الجواسيس ويرقى الضابط البحري إلى رتبة أعلى.

## فريق العمل
- إخرج: نيازي مصطفى
- تأليف: فريد شوقي - بدر نوفل
- سيناريو وحوار: عبد الحي أديب - محمد أبو يوسف
- بطولة:
  - فريد شوقي: عصام
  - ان سميرنر: ايفا- راشيل
  - صلاح نظمي: يوسف عز الدين
  - عادل أدهم: ماركو
  - محمود فرج: جميل
  - أحمد أباظة: بدرو
  - عزت العلايلي: شكري
  - عبد الخالق صالح: ضابط مخابرات مصرية
  - علي رشدي: هارون
  - محمد حمدي
  - عادل بدر الدين: حلمي الطباخ
  - حسين الشربيني: ضابط مخابرات
  - محمد سلطان
  - رشوان مصطفى: أحد الجواسيس

## وصلات خارجية
- الجاسوس على موقع الدهليز
- الجاسوس على موقع قاعدة بيانات الأفلام العربية